# Rue Rougemont
Pour les articles homonymes, voir Rougemont.
La rue Rougemont est une voie du 9e arrondissement de Paris, en France.

## Situation et accès
La rue Rougemont est orientée globalement nord-sud, dans le 9e arrondissement de Paris. Elle débute au sud au niveau du 16, boulevard Poissonnière et se termine 112 m au nord au niveau du 13 bis, rue Bergère.
Outre ces voies, la rue est rejointe entre les nos 5 et 7 par la cité Rougemont.

## Origine du nom
La rue tient son nom de l'hôtel Rougemont de Lowenberg, sur l'emplacement duquel elle a été ouverte.

## Historique
La rue Rougemont est ouverte le 31 janvier 1844 sur l'emplacement de l'hôtel particulier du banquier Rougemont de Lowenberg.

## Bâtiments remarquables et lieux de mémoire
La rue Rougemont comporte les édifices remarquables suivants :
- no 8 et 9, rue du Faubourg-Poissonnière (l'édifice traverse tout le pâté de maisons) : immeuble du XVIIIe siècle, dont la façade comporte un bas-relief représentant les saisons[2] ;
- no 13 : immeuble du XVIIIe siècle, dont le rez-de-chaussée conserve la devanture d'une ancienne crèmerie[3].